# April O'Neil (actriz porno)
April O'Neil (Phoenix, Arizona; 7 de abril de 1987) es una actriz pornográfica, modelo erótica y DJ estadounidense.

## Biografía
O'Neil nació en Phoenix, capital del Estado de Arizona, en una familia con ascendencia mexicana, alemana y rusa con orígenes judíos. Poco después de graduarse en la escuela secundaria se trasladó hasta Nueva Jersey, para volver brevemente a Phoenix de camino a Los Ángeles (California), donde trabajó como recepcionista durante seis meses. En ese período empezó a interesarse en entrar en el cine porno después de conocer en una fiesta en 2008 a la también actriz Kylee Reese.
Una de sus primeras películas fue en 2009, en una película de temática hardcore. En 2011 fue nominada al premio a la Nueva estrella de los XBIZ así como en los AVN de 2012 a Mejor tease y escena de sexo chico/chica.
Su nombre artístico procede del personaje April O'Neil, de la serie de dibujos animados Las Tortugas Ninja.
Se declara abiertamente bisexual. Fue una de las dieciséis actrices porno que participaron en el documental Aroused de Deborah Anderson en 2013. Ese mismo año, LA Weekly la incluyó en el ranking entre las diez más populares actrices porno que podrían ser la próxima Sasha Grey.
En 2014 fue galardonada con el Premio XBIZ a la Artista lésbica del año.
Ha rodado más de 560 películas como actriz.

## Premios y nominaciones
| Año  | Ceremonia                   | Resultado | Premio                                                 | Trabajo                                               |
| ---- | --------------------------- | --------- | ------------------------------------------------------ | ----------------------------------------------------- |
| 2012 | Premios AVN                 | Nominada  | Mejor Tease Performance                                | Legs Up Hose Down                                     |
| 2012 | Premios AVN                 | Nominada  | Mejor escena de sexo chico/chica                       | Legs Up Hose Down                                     |
| 2013 | Premios AVN                 | Ganadora  | Premio fan: Reina de Twitter                           | —                                                     |
| 2013 | Premios AVN                 | Nominada  | Mejor escena de sexo lésbico en grupo                  | Buffy The Vampire Slayer XXX: A Parody                |
| 2013 | Sex Awards                  | Nominada  | Mejor cuerpo porno                                     | —                                                     |
| 2013 | Spank Bank Awards           | Nominada  | America's Porn Sweetheart                              | —                                                     |
| 2013 | Spank Bank Awards           | Nominada  | Pussy Eating Princess of the Year                      | —                                                     |
| 2013 | Spank Bank Technical Awards | Ganadora  | Sluttiest Seamstress                                   | —                                                     |
| 2013 | Premios XBIZ                | Nominada  | Mejor actriz de reparto                                | Godfather: A Dreamzone Parody                         |
| 2013 | Premios XBIZ                | Nominada  | Mejor escena de sexo en película parodia               | Godfather: A Dreamzone Parody                         |
| 2013 | Premios XBIZ                | Nominada  | Mejor escena de sexo en película lésbica               | Buffy The Vampire Slayer XXX: A Parody                |
| 2014 | Premios AVN                 | Nominada  | Mejor escena de trío M-H-M                             | Chance Encounters                                     |
| 2014 | Premios XBIZ                | Ganadora  | Artista lésbica del año                                | —                                                     |
| 2014 | Premios XBIZ                | Nominada  | Mejor escena de sexo en película de parejas o temática | Chance Encounters                                     |
| 2015 | Premios AVN                 | Nominada  | Premio fan: Mejores pechos                             | —                                                     |
| 2017 | Premios AVN                 | Nominada  | Mejor actriz de reparto                                | Ten Inch Mutant Ninja Turtles and Other Porn Parodies |
| 2017 | Premios XBIZ                | Nominada  | Mejor escena de sexo en película parodia               | Ten Inch Mutant Ninja Turtles and Other Porn Parodies |
| 2018 | Premios AVN                 | Nominada  | Premio fan: Pechos más espectaculares                  | —                                                     |
| 2019 | Premios AVN                 | Nominada  | Mejor actriz de reparto                                | Fantasy Factory: Wastelands                           |
| 2019 | Premios AVN                 | Nominada  | Mejor escena escandalosa de sexo                       | Frosty the Snowjob                                    |
| 2019 | Premios AVN                 | Nominada  | Mejor escena de sexo lésbico en grupo                  | Fantasy Factory: Wastelands                           |
| 2019 | Premios AVN                 | Nominada  | Premio fan: Mejores pechos                             | —                                                     |
| 2019 | Premios XBIZ                | Nominada  | Mejor escena de sexo en película lésbica               | Fantasy Factory: Wastelands                           |
| 2019 | Premios XBIZ                | Nominada  | Mejor escena de sexo en película parodia               | Vencum                                                |
| 2020 | Premios AVN                 | Nominada  | Mejor escena escandalosa de sexo                       | Pornhub Raids Area 51                                 |
| 2020 | Premios XBIZ                | Nominada  | Mejor escena de sexo en película parodia               | Red Dead Erection                                     |
| 2022 | Premios AVN                 | Nominada  | Mejor escena de sexo lésbico en grupo                  | Burn So Bright Pt. 2                                  |